# Museo Patek Philippe
Inaugurato nel novembre 2001, il Patek Philippe Museum  di Ginevra ospita una delle più importanti e preziose collezioni di orologi al mondo. La collezione comprende circa 3000 pezzi: orologi, automi, preziosi manufatti e ritratti in miniatura su smalto di cinque secoli di orologeria ginevrina, svizzera ed europea. Il museo offre anche una panoramica completa della produzione di orologi Patek Philippe dal 1839 e una biblioteca con più di 8000 opere sul tema della misurazione del tempo.

## Introduzione
Il Patek Philippe Museum nasce dalla passione di Philippe Stern (*1938 a Ginevra), presidente della manifattura ginevrina Patek Philippe dal 1977 al 2009, che ha progressivamente accumulato una delle più belle collezioni di orologi al mondo. Ha cercato di trasmettere il suo fascino per l'arte orologiera a un vasto pubblico, di promuovere lo splendore dell'orologeria ginevrina e di trasmettere la sua eredità alle nuove generazioni.

## 500 anni di storia dell'orologeria
Il Patek Philippe Museum è molto più di un museo dedicato a un singolo marchio. È un luogo unico al mondo in cui è possibile scoprire il patrimonio orologiero di cinque secoli. Presenta anche esempi di tutte le arti decorative tradizionalmente legate all'orologeria. Le tecniche di incisione, smaltatura, incastonatura e guilloché sono solo alcuni esempi delle diverse abilità utilizzate nell'arte orologiera.
Le collezioni del museo sono suddivise in due sezioni: la collezione di orologi antichi e la collezione Patek Philippe.
La collezione di orologi antichi presenta una selezione di orologi provenienti da Ginevra, dalla Svizzera e da tutta Europa, nonché oggetti artistici smaltati creati tra il XVI e l'inizio del XIX secolo. Tra questi vi sono numerosi capolavori dell'arte orologiaia. La collezione Patek Philippe (dal 1839 a oggi) presenta una selezione rappresentativa di orologi progettati e prodotti da Patek Philippe sin dalla sua fondazione nel 1839.

## L'edificio
Il Patek Philippe Museum è ospitato in un edificio industriale risalente al 1919-1920. Patek Philippe acquistò l'edificio nel 1975 e vi installò i suoi Ateliers Réunis, dove venivano prodotti casse di orologi, bracciali e cinturini. Dopo il trasferimento di questi atelier nel nuovo complesso produttivo di Plan-les-Ouates nel 1996, l'edificio rimase vuoto.
Di conseguenza, Philippe Stern decise di presentare in futuro la sua collezione in questa sede. Tra il 1999 e il 2001, l'edificio è stato completamente restaurato ed è stato aggiunto un piano supplementare. La progettazione degli interni è stata affidata alla moglie Gerdi Stern, che ha voluto conferire alle stanze l'atmosfera calda e accogliente di un salotto privato.
Dal novembre 2001, le collezioni del Patek Philippe Museum sono presentate al pubblico in un ambiente che rende giustizia agli aspetti tecnici, artistici, estetici, storici e scientifici degli oggetti esposti.

## Visita al museo
Il Patek Philippe Museum vi invita a fare una visita su quattro piani, partendo dal mezzanino e proseguendo dal terzo al secondo e al primo piano.
Il mezzanino ospita la collezione di tavoli da lavoro (etablis), vecchi utensili e un laboratorio di restauro. Il terzo piano ospita l'archivio storico di Patek Philippe, una biblioteca e una collezione di ritratti e tabacchiere dipinte in miniatura su smalto.
Il secondo piano presenta una collezione di tutti gli orologi dal XVI alla metà del XIX secolo.  Il primo piano espone gli orologi di Patek Philippe dal 1839 al 2000.

### Guida audio
L'audioguida comprende 20 ore di registrazioni audio in francese, inglese e tedesco. I visitatori possono utilizzarla a loro piacimento o seguire un tour suggerito da Philippe Stern in persona. L'audioguida è completata da quasi 10.000 foto che consentono ai visitatori di osservare da vicino alcuni dettagli o di ammirare elementi non visibili nelle vetrine.

### Visite guidate
È anche possibile organizzare visite guidate private. Queste possono essere organizzate in inglese, francese, tedesco, italiano, spagnolo, cinese e russo.